# Karl-Hermann Neeb

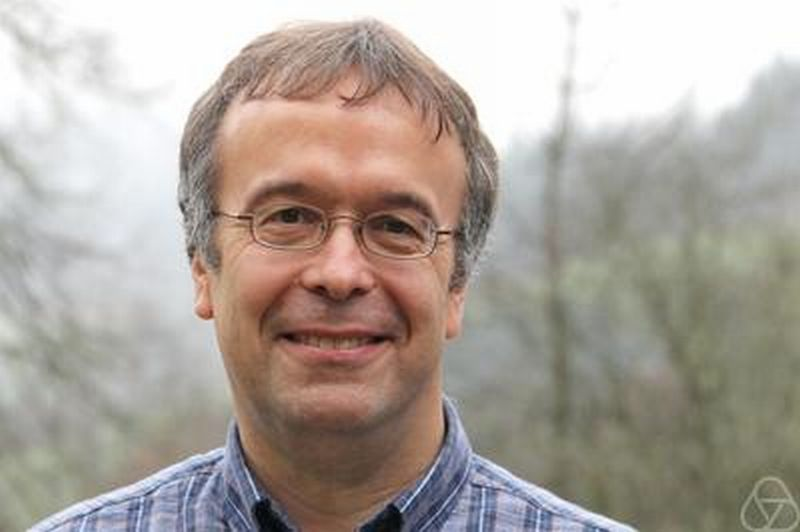
Karl-Hermann Neeb, Oberwolfach 2014

Karl-Hermann Neeb (* 1964) ist ein deutscher Mathematiker, der sich mit Lie-Gruppen und Lie-Algebren und deren Darstellungstheorie befasst.
Neeb wurde 1990 bei Karl Heinrich Hofmann an der TH Darmstadt promoviert (Globality of Lie Wedges). Er lehrte an der TU Darmstadt und ist Professor an der Friedrich-Alexander-Universität Erlangen-Nürnberg.
Neeb befasst sich insbesondere mit unendlich-dimensionalen Lie-Gruppen und Lie-Algebren und ihren Darstellungen.

## Schriften (Auswahl)
- mit Joachim Hilgert: Lie-Gruppen und Lie-Algebren, Vieweg/Teubner 1991
- Holomorphy and convexity in Lie theory, De Gruyter 2000
- mit Joachim Hilgert: Lie semigroups and their applications, Springer 2006
- mit Joachim Hilgert: Lie-Gruppen und Lie-Algebren, Springer 2013
- mit Joachim Hilgert: Structure and Geometry of Lie Groups, Springer 2011
- mit Joachim Hilgert, Werner Plank: Coadjoint Orbits, Composition Mathematica, Band 94, 1995, S. 129–180
- Central extensions of infinite-dimensional Lie groups (Extensions centrales des groupes de Lie de dimension infinie), Annales de l'Institut Fourier, Band 52, 2002, S. 1365–1442
- mit Wolfram Bertram, H. Glöckner: Differential calculus over general base fields and rings, Expositiones Mathematicae, Band 22, 2004, S. 213–282
- Infinite-Dimensional Groups and Their Representations, in: Jean-Philippe Anker, Bent Orsted (Hrsg.),  Lie Theory : Lie Algebras and Representations, Birkhäuser 2004
- Towards a Lie theory of locally convex groups, Japanese Journal of Mathematics, Band 1, 2006, S. 291–468
- Herausgeber mit Arturo Pianzola:  Developments and trends in infinite-dimensional Lie theory, Birkhäuser 2011
- mit  Henning Krause, Peter Littelmann, Gunter Malle, Christoph Schweigert (Hrsg.): Representation theory – Current Trends and Perspectives, European Mathematical Society 2017

Er ist Herausgeber des Journal of Lie Theory.